# Lista de jogos mais vendidos para PlayStation 5
Esta é uma lista de jogos eletrônicos para o PlayStation 5 que ultrapassaram a marca de um milhão de cópias vendidas.

## Lista
| Pos. | Título                      | Cópias vendidas | Até                    | Data de lançamento      | Gênero(s)                           | Desenvolvedora(s)                      | Publicadora(s)                               |
| ---- | --------------------------- | --------------- | ---------------------- | ----------------------- | ----------------------------------- | -------------------------------------- | -------------------------------------------- |
| 1    | Marvel's Spider-Man 2       | 11 milhões      | 30 de maio de 2024     | 20 de outubro de 2023   | Ação-aventura                       | Insomniac Games                        | Sony Interactive Entertainment               |
| 2    | Ratchet & Clank: Rift Apart | 3,97 milhões    | 28 de dezembro de 2023 | 11 de junho de 2021     | Plataforma, tiro em terceira pessoa | Insomniac Games                        | Sony Interactive Entertainment               |
| 3    | Elden Ring                  | 3,64 milhões    | 31 de julho de 2023    | 25 de fevereiro de 2022 | RPG de ação                         | FromSoftware                           | Bandai Namco Entertainment- JP: FromSoftware |
| 4    | Final Fantasy XVI           | 3 milhões       | 28 de junho de 2023    | 22 de junho de 2023     | RPG de ação                         | Square Enix Creative Business Unit III | Square Enix                                  |
| 5    | Astro Bot                   | 1,5 milhões     | 3 de novembro de 2024  | 6 de setembro de 2024   | Plataforma                          | Team Asobi                             | Sony Interactive Entertainment               |
| 6    | Demon's Souls               | 1,4 milhão      | 19 de setembro de 2021 | 12 de novembro de 2020  | RPG de ação                         | Bluepoint Games                        | Sony Interactive Entertainment               |
| 7    | Stellar Blade               | 1 milhão        | 25 de junho de 2024    | 26 de abril de 2024     | Ação-aventura                       | Shift Up                               | Sony Interactive Entertainment               |